# Priče iz radione
Priče iz radione je peti album hrvatskog glazbenog sastava "Vatrogasci". Novi pjevač Vatrogasaca je Mladen Martinović-Dugi.

## Popis pjesama
1. "Šuti ženo" (2:58)
  - glazba, stihovi: Tihomir Borošak
2. "Viđam se sa drugim ženama" (3:38)
  - glazba: Ciro "Zacar" Dammicco (A. Carrisi & R. Power - "Sharazan", 1981.)
  - stihovi: Tihomir Borošak
3. "Autobusom do Trsta" (4:07)
  - glazba: Željko Krušlin (Latino - "Smotala si me",  1997.)
  - stihovi: Tihomir Borošak
4. "Đana" (3:45)
  - glazba: S. A. Gaetano AKA Rino Gaetano (R. Gaetano - "Gianna", 1978.)
  - stihovi: Tihomir Borošak
5. "Hej, živote" (3:35)
  - glazba, stihovi: Tihomir Borošak
6. "Šanki manijak" (4:10)
  - glazba: Miroslav Buljan (Divas - "Funky Maniac", 1997.)
  - stihovi: F. Buljubašić-Fayo/Tihomir Borošak
7. "Plešem dvokorak" (42:03)
  - glazba: J. Houra (Prljavo kazalište - "Korak po korak", 1996.)
  - stihovi: J. Houra/Tihomir Borošak
8. "Daj još jednu" (3:49)
  - glazba: G. H. Lyle/T. Britten (Tina Turner - "We don't Need Another Hero", 1985.)
  - stihovi: Tihomir Borošak
9. "Oči mog tigra" (3:27)
  - glazba: J. Peterik/F. Sullivan (Survivor - "Eye of the Tiger", 1982.)
  - stihovi: Tihomir Borošak
10. "Šnjon" (2:40)
  - glazba: S. Gainsbourg (J. Birkin & S. Gainsbourg - "Je t'aime... moi non plus", 1969.)
  - stihovi: ?

## Izvođači
- Tihomir Borošak-Tiho: razni instrumenti
- Mladen Martinović-Dugi: vodeći vokal

## Vanjske poveznice
- Službene stranice sastava  Arhivirana inačica izvorne stranice od 22. srpnja 2010. (Wayback Machine)